# ウルフ・クリステション
- ウルフ・クリステション
- ウルフ・クリステルソン

ウルフ・ヤルマー・エド・クリステション（Ulf Hjalmar Ed Kristersson、1963年12月29日 - ）は、スウェーデンの政治家。現在、同国首相、穏健党党首。

## 首相になるまでの経歴
2014年12月11日、彼は穏健党の影の財務大臣および経済政策のスポークスパーソンに任命された。 2017年9月1日、アンナ・キンバーグ・バトラが辞任した後、クリステションは穏健党の党首に立候補すると発表した。2018年のスウェーデン総選挙以来、彼の指導の下、穏健党はスウェーデン民主党に門戸を開き、2021年末までに彼らと解散した同盟の中道右派2党と非公式の右翼同盟を結んだ。

## 首相として
2022年9月の総選挙で勝利し、10月17日に議会で賛成176票・反対173票で首相に選出、18日に就任し政権が発足した。
2022年ロシアのウクライナ侵攻に伴い、スウェーデンは軍事的な中立志向から北大西洋条約機構（NATO）への加盟に方針転換。クリステションも方針転換に沿ってNATO加盟に向けた調整を進めた。しかし加盟に難色を示すトルコが反体制派組織のクルド人を引き渡すよう要求。これに抗議する国内極右勢力のデモ隊がコーランを焼き捨てる行為に及んだためトルコ側は態度を硬化。クリステションは国民に向けて「国民全員に深刻さをわかって欲しい」と訴えた。
2025年8月3日に配信されたインタビュー映像では、政策判断のセカンドオピニオンを得るためにChatGPTをはじめとした人工知能をかなり頻繁に使用していると発言し、物議を醸した。

## ギャラリー

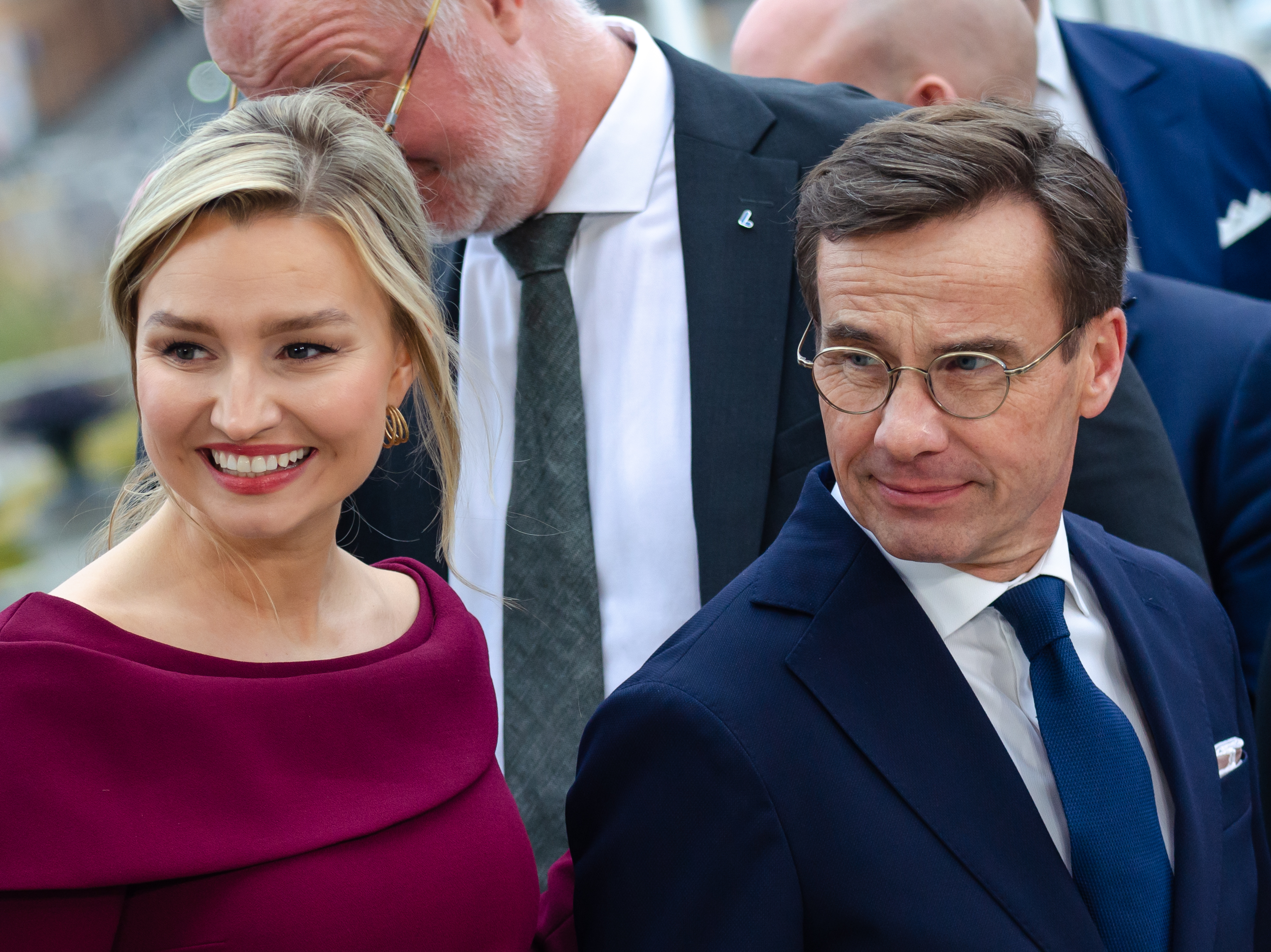
エバ・ブッシュ副首相と（2022年10月18日）
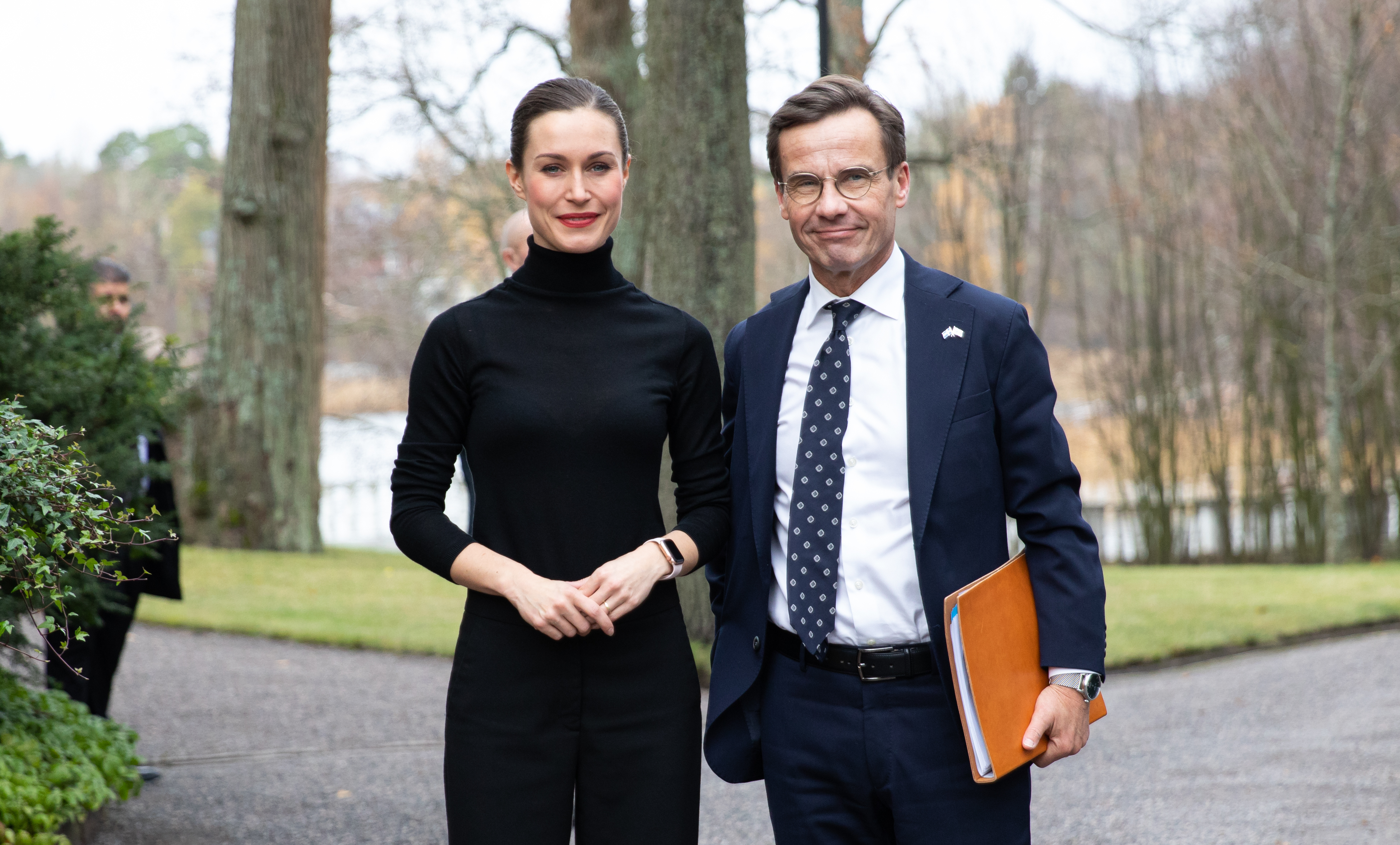
フィンランドのサンナ・マリン首相と（2022年10月28日）
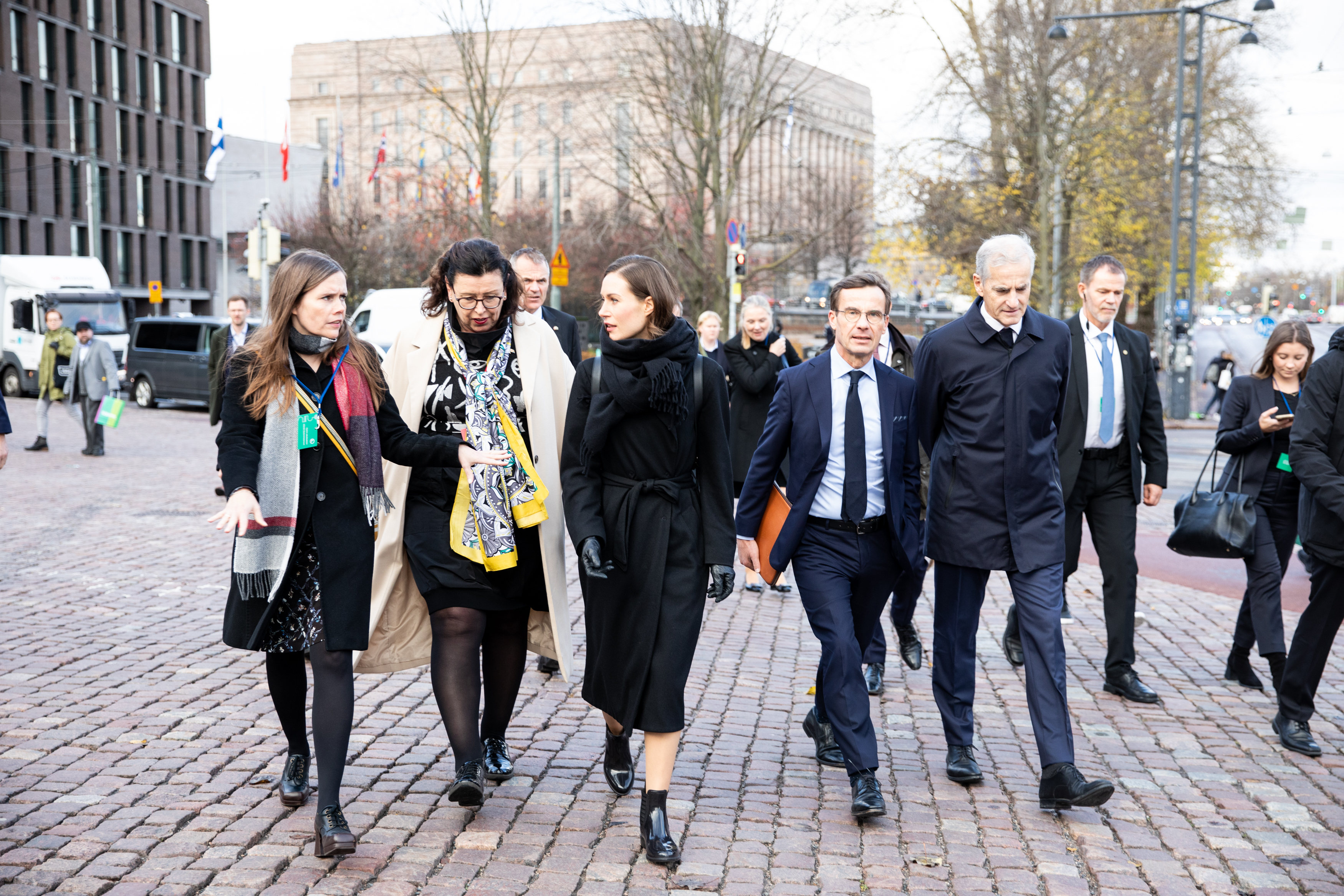
左からアイスランドのカトリーン・ヤコブスドッティル首相、オーランド自治政府のヴェロニカ・ソーンルース首長、フィンランドのサンナ・マリン首相、クリステション、ノルウェーのヨーナス＝ガール・ストーレ首相（2022年11月1日）
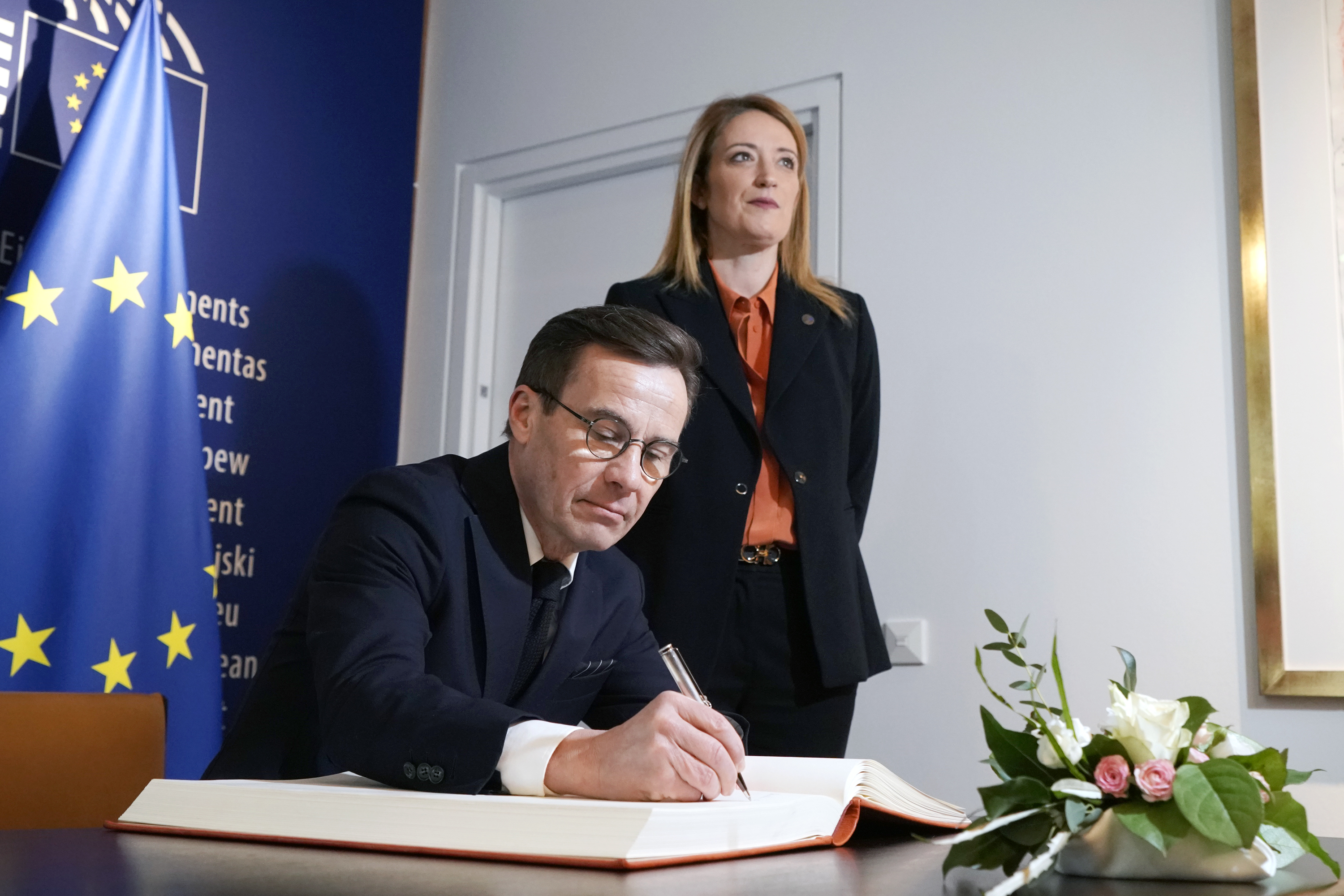
ロベルタ・メツォラ欧州議会議長と（2023年1月17日）